# 迎尚酒店

Hard Rock Hotel標誌

迎尚酒店（The Countdown Hotel），前稱Hard Rock酒店，位於澳門路氹連貫公路北面入口處，是新濠天地項目內其中一座酒店，於2009年6月1日開幕。它是澳門首座圓形建築。2018年4月5日，新濠國際發展旗下新濠博亞娛樂宣布，新濠天地旗下之Hard Rock酒店由2018年7月至2019年3月底期間以新商標「迎尚」營運。

## 客房
該酒店提供約380間客房，房間分為標準大床客房、標準雙人客房、雙連標準客房、單邊套房及搖滾巨星套房五種，其中搖滾巨星套房更擺放著形形色色的 Hard Rock 珍藏品。

## 餐飲
該酒店大堂設有「樂吧」、「焰」吧位於酒店二樓，三樓則設有「浪淘」和「又見面！」；而新濠天地內的新濠大道還設有多家餐廳和酒吧。

## 「騰」
該酒店三樓提供「騰」水療中心，設有七間私人水療室和一間雙人房提供各種按摩、護膚、美容服務，並有一間休息室；另設有一個備吧台和私人池畔小屋的室外溫水泳池，還有一個沙灘排球場及一個設施齊全的健身中心。

## Hard Rock 珍藏品
全球 Hard Rock 共收藏71000件珍藏品，包括中外音樂人的結他、其他樂器、樂手衣飾、舞台服務、白金和黃金唱片、海報、專輯封面及其他罕見珍藏品。而澳門Hard Rock 酒店內展出的珍藏品約有150至200件，包括了中外搖滾樂隊、藝人的珍藏品。澳門的音樂珍藏品是由華人巨星張學友捐贈的結他及服飾。不過，潮流是不斷變動，所以Hard Rock每7至10年都會重新檢視、設計展出的珍藏品，適應社會潮流。

## 鄰近建築／景點
| 景點 - 路環小型賽車場 - 澳門賽馬會 - 澳門國際遊艇俱樂部 旅館或商業項目 - 皇庭海景酒店 - 澳門葡京人 | 建設 - 路氹國際體育綜合體 - 澳門東亞運動會體育館 （澳門蛋） - 保齡球中心 - 網球學校 - 國際射擊中心 - 澳門戶外表演區 - 澳門科技大學 - 科大醫院 - 蓮花大橋 - 東方高爾夫球會 - 離島醫院綜合體北京協和醫院澳門醫學中心 - 駕駛學習暨考試中心 - 澳門鏡湖護理學院 | 「路氹金光大道™」商標項目 - 澳門威尼斯人度假村酒店 - 金光綜藝館 - 澳門百利宮 - 四季酒店 - 百利沙娛樂場 - 四季·名店 - 澳門倫敦人 - 康萊德酒店 - 倫敦人酒店 - 倫敦人名匯 - 瑞吉酒店 - 澳門巴黎人 - 巴黎人酒店 | 路氹城其他大型項目 - 新濠天地 - 頤居 - 迎尚酒店 - 君悅酒店 - 摩珀斯酒店 - 新濠大道 - 澳門銀河 - 澳門銀河酒店 - 澳門大倉酒店 - 澳門悅榕庄酒店 - 澳門JW萬豪酒店 - 澳門麗思卡爾頓酒店 - 澳門百老匯 - 萊佛士酒店 - 安達仕酒店 - 澳門嘉佩樂酒店 - 新濠影滙 - 新濠影滙酒店 - 澳門W酒店 - 永利皇宫 - 永利皇宮酒店 - 美獅美高梅 - 上葡京 |

## 交通

### 自設交通
新濠天地提供來往酒店與各口岸的接駁專巴服務，設有以下9條路線：
1. 新濠天地 ↔ 關閘（旅遊巴士站 或 賭場及酒店穿梭巴士站）
2. 新濠天地 ↔ 外港碼頭
3. 新濠天地 ↔ 澳門國際機場
4. 新濠天地 ↔ 氹仔客運碼頭
5. 新濠天地 ↔ 橫琴口岸
6. 新濠天地 ↔ 內港客運碼頭
7. 新濠天地 ↔ 澳門半島（新麗華站）
8. 新濠天地 ↔ 金蓮花廣場
9. 新濠天地 ↔ 澳門旅遊塔

### 合作交通
「路氹金光大道─金光穿梭巴士」提供來往各路氹城區酒店的免費接駁專巴服務，設有以下1條路線：
| 新濠天地 | →          | 威尼斯人度假村 |
| ↖        |            | ↙              |
|          | 澳門百利宮 |                |

「路氹─澳門服務專綫」提供來往路氹城及澳門半島澳門美高梅的免費接駁專巴服務，設有以下1條路線：
1. 新濠天地 ↔ 澳門美高梅

### 公共交通
鄰近迎尚酒店的巴士站有：霍英東馬路／科技大學、霍英東馬路／新濠天地、偉龍／科技大學和連貫公路／新濠天地站